# Skoki narciarskie na Zimowej Uniwersjadzie 2015
Zawody w skokach narciarskich na Zimowej Uniwersjadzie 2015 odbyły się w dniach 27 stycznia – 1 lutego 2015 na skoczniach w Szczyrbskim Jeziorze. Rozegranych zostało pięć konkurencji – dwa konkursy indywidualne kobiet i mężczyzn na skoczni normalnej, dwa konkursy drużynowe mężczyzn i kobiet na skoczni K-90 i jeden konkurs mieszany na skoczni K-90.
Była to 27. z kolei zimowa uniwersjada, na której odbędą się konkursy skoków narciarskich.

## Medaliści

### Kobiety
| Data             | Godzina     | Konkurencja                               | Złoto                                        | Srebro                                | Brąz                                        |
| ---------------- | ----------- | ----------------------------------------- | -------------------------------------------- | ------------------------------------- | ------------------------------------------- |
| 27 stycznia 2015 | 14:00 UTC+1 | Konkurs indywidualny na skoczni normalnej | Irina Awwakumowa                             | Yūka Kobayashi                        | Anastasija Gładyszewa                       |
| 29 stycznia 2015 | 15:00 UTC+1 | Konkurs drużynowy na skoczni normalnej    | Rosja Anastasija Gładyszewa Irina Awwakumowa | Japonia Aki Matsuhashi Yūka Kobayashi | Czechy Vladěna Pustková Michaela Doleželová |

### Mężczyźni
| Data             | Godzina     | Konkurencja                               | Złoto                                                          | Srebro                                                    | Brąz                                                |
| ---------------- | ----------- | ----------------------------------------- | -------------------------------------------------------------- | --------------------------------------------------------- | --------------------------------------------------- |
| 27 stycznia 2015 | 15:00 UTC+1 | Konkurs indywidualny na skoczni normalnej | Władimir Zografski                                             | Ilmir Chazietdinow                                        | Jewgienij Klimow                                    |
| 1 lutego 2015    | 14:00 UTC+1 | Konkurs drużynowy na skoczni normalnej    | Rosja Jewgienij Klimow Michaił Maksimoczkin Ilmir Chazietdinow | Japonia Kanta Takanashi Minato Mabuchi Junshirō Kobayashi | Polska Andrzej Zapotoczny Stanisław Biela Jakub Kot |

### Konkurencje mieszane
| Data             | Godzina     | Konkurencja                           | Złoto                                       | Srebro                                              | Brąz                                      |
| ---------------- | ----------- | ------------------------------------- | ------------------------------------------- | --------------------------------------------------- | ----------------------------------------- |
| 30 stycznia 2015 | 14:05 UTC+1 | Konkurs mieszany na skoczni normalnej | Japonia I Yūka Kobayashi Junshirō Kobayashi | Rosja II Anastasija Gładyszewa Michaił Maksimoczkin | Japonia II Aki Matsuhashi Kanta Takanashi |

## Klasyfikacja medalowa
| Miejsce | Państwo  | złoto | srebro | brąz | Razem |
| ------- | -------- | ----- | ------ | ---- | ----- |
| 1.      | Rosja    | 3     | 2      | 2    | 7     |
| 2.      | Japonia  | 1     | 3      | 1    | 5     |
| 3.      | Bułgaria | 1     | 0      | 0    | 1     |
| 4.      | Czechy   | 0     | 0      | 1    | 1     |
| 5.      | Polska   | 0     | 0      | 1    | 1     |

## Wyniki

### Konkurs indywidualny mężczyzn K-90
| Miejsce | Zawodnik             | Skok 1. | Skok 2. | Nota końcowa |
| ------- | -------------------- | ------- | ------- | ------------ |
| 1.      | Władimir Zografski   | 95,0 m  | 94,0 m  | 248,8        |
| 2.      | Ilmir Chazietdinow   | 90,0 m  | 94,5 m  | 244,2        |
| 3.      | Jewgienij Klimow     | 92,5 m  | 91,5 m  | 241,7        |
| 4.      | Michaił Maksimoczkin | 90,5 m  | 90,5 m  | 235,3        |
| 5.      | Junshirō Kobayashi   | 89,5 m  | 91,0 m  | 232,1        |
| 6.      | Miran Zupančič       | 95,5 m  | 86,5 m  | 230,5        |
| 7.      | Stanisław Biela      | 91,5 m  | 91,0 m  | 228,0        |
| 8.      | Andrzej Zapotoczny   | 89,0 m  | 91,0 m  | 224,8        |
| 9.      | Kanta Takanashi      | 91,5 m  | 89,0 m  | 221,6        |
| 10.     | Mitja Mežnar         | 91,0 m  | 89,5 m  | 221,3        |
| 11.     | Minato Mabuchi       | 87,0 m  | 88,5 m  | 219,9        |
| 12.     | Aleksiej Romaszow    | 88,5 m  | 90,0 m  | 219,1        |
| 13.     | Žiga Mandl           | 88,0 m  | 88,5 m  | 215,1        |
| 14.     | Thomas Ortner        | 88,5 m  | 88,0 m  | 213,9        |
| 15.     | Jakub Kot            | 87,5 m  | 88,0 m  | 212,1        |
| 16.     | Aleksandr Sardyko    | 82,5 m  | 92,5 m  | 212,0        |
| 17.     | Čestmír Kožíšek      | 85,0 m  | 87,5 m  | 211,8        |
| 18.     | Thomas Lackner       | 85,0 m  | 89,0 m  | 211,7        |
| 19.     | Sabirżan Muminow     | 86,5 m  | 91,0 m  | 210,3        |
| 20.     | Björn Koch           | 86,0 m  | 88,0 m  | 208,6        |
| 20.     | Joakim Aune          | 88,0 m  | 86,0 m  | 208,6        |
| 22.     | Stian André Skinnes  | 88,5 m  | 86,5 m  | 206,8        |
| 23.     | Jan Mayländer        | 88,0 m  | 86,5 m  | 205,9        |
| 24.     | Tobias Simon         | 87,0 m  | 86,5 m  | 204,3        |
| 25.     | Ossi-Pekka Valta     | 83,5 m  | 88,0 m  | 203,1        |
| 26.     | Ernest Prišlič       | 86,0 m  | 86,0 m  | 203,0        |
| 27.     | Shōtarō Hosoda       | 84,0 m  | 85,0 m  | 201,1        |
| 28.     | Frans Tähkävuori     | 82,0 m  | 86,5 m  | 200,8        |
| 29.     | Florian Menz         | 86,0 m  | 86,0 m  | 199,7        |
| 30.     | Roman Trofimow       | 83,0 m  | 84,0 m  | 197,3        |
| 31.     | Michael Lunardi      | 84,0 m  | –       | 97,4         |
| 32.     | Riku Tähkävuori      | 85,5 m  | –       | 96,6         |
| 33.     | Lukas Müller         | 82,5 m  | –       | 96,4         |
| 34.     | Grzegorz Miętus      | 81,0 m  | –       | 96,2         |
| 35.     | Witalij Kaliniczenko | 83,5 m  | –       | 96,0         |
| 36.     | Andrzej Gąsienica    | 78,5 m  | –       | 87,8         |
| 37.     | Alexander Henningsen | 77,5 m  | –       | 84,2         |
| 38.     | Andrij Kłymczuk      | 80,0 m  | –       | 82,8         |
| 39.     | Thomas Juffinger     | 78,5 m  | –       | 81,9         |
| 40.     | Alaksiej Murawicki   | 75,0 m  | –       | 80,3         |
| 41.     | Faik Yüksel          | 77,5 m  | –       | 78,9         |
| 42.     | Jan Souček           | 71,0 m  | –       | 74,5         |
| 43.     | Vít Háček            | 72,0 m  | –       | 73,1         |
| 44.     | Matej Likar          | 74,5 m  | –       | 71,8         |
| 45.     | Czingiz Kałykow      | 72,0 m  | –       | 71,7         |
| 46.     | Andrij Kalinczuk     | 73,0 m  | –       | 71,1         |
| 47.     | Raiko Heide          | 64,0 m  | –       | 51,9         |
| 48.     | Mojmír Nosáľ         | 59,0 m  | –       | 47,9         |
| 49.     | Li Chao              | 64,5 m  | –       | 47,2         |
| 50.     | Witalij Dodiuk       | 62,0 m  | –       | 46,9         |
| 51.     | Ihor Jakibjuk        | 60,0 m  | –       | 42,8         |
| 52.     | Wang Bingrong        | 54,0 m  | –       | 38,1         |
| 53.     | Mustafa Öztaşyonar   | 54,5 m  | –       | 31,0         |

### Konkurs indywidualny kobiet K-90
| Miejsce | Zawodnik              | Skok 1.   | Skok 1. | Skok 2.   | Skok 2. | Nota końcowa |
| Miejsce | Zawodnik              | Odległość | Nota    | Odległość | Nota    | Nota końcowa |
| ------- | --------------------- | --------- | ------- | --------- | ------- | ------------ |
| 1.      | Irina Awwakumowa      | 88,5      | 108,3   | 95,5      | 114,9   | 223,2        |
| 2.      | Yūka Kobayashi        | 83,5      | 99,7    | 84,0      | 98,5    | 198,2        |
| 3.      | Anastasija Gładyszewa | 85,5      | 96,0    | 83,5      | 94,5    | 190,5        |
| 4.      | Michaela Doleželová   | 82,5      | 93,6    | 82,0      | 92,7    | 186,3        |
| 5.      | Li Xueyao             | 81,5      | 85,2    | 78,5      | 88,3    | 173,5        |
| 6.      | Aki Matsuhashi        | 78,5      | 83,5    | 80,5      | 88,9    | 172,4        |
| 7.      | Vladěna Pustková      | 70,5      | 67,9    | 69,5      | 65,8    | 133,7        |
| 8.      | Ma Tong               | 61,0      | 45,0    | 66,0      | 56,8    | 101,8        |
| 9.      | Katharina Keil        | 61,0      | 46,2    | 61,5      | 47,3    | 93,5         |
| 10.     | Swietłana Gładikowa   | 57,0      | 32,4    | 57,5      | 41,3    | 73,7         |
| 11.     | Adela Raszytowa       | DSQ       | DSQ     | –         | –       | 0,0          |

### Konkurs drużynowy mężczyzn K-90
| Miejsce | Państwo   | Zawodnicy                                                  | Nota końcowa |
| ------- | --------- | ---------------------------------------------------------- | ------------ |
| 1.      | Rosja     | Jewgienij Klimow, Michaił Maksimoczkin, Ilmir Chazietdinow | 723,2        |
| 2.      | Japonia   | Kanta Takanashi, Minato Mabuchi, Junshirō Kobayashi        | 702,3        |
| 3.      | Polska    | Andrzej Zapotoczny, Stanisław Biela, Jakub Kot             | 680,3        |
| 4.      | Niemcy    | Florian Menz, Jan Mayländer, Tobias Simon                  | 625,0        |
| 5.      | Finlandia | Frans Tähkävuori, Riku Tähkävuori, Ossi-Pekka Valta        | 618,0        |
| 6.      | Słowenia  | Matej Likar, Žiga Mandl, Ernest Prišlič                    | 617,7        |
| 7.      | Austria   | Thomas Ortner, Björn Koch, Thomas Lackner                  | 610,1        |
| 8.      | Norwegia  | Joakim Aune, Alexander Henningsen, Stian André Skinnes     | 590,5        |
| 9.      | Czechy    | Jan Souček, Vít Háček, Petr Kutal                          | 235,4        |
| 10.     | Ukraina   | Witalij Dodiuk, Ihor Jakibjuk, Rusłan Bałanda              | 174,2        |

### Konkurs drużynowy kobiet K-90
| Miejsce | Państwo          | Zawodnicy                               | Nota końcowa |
| ------- | ---------------- | --------------------------------------- | ------------ |
| 1.      | Rosja            | Anastasija Gładyszewa, Irina Awwakumowa | 392,3        |
| 2.      | Japonia          | Aki Matsuhashi, Yūka Kobayashi          | 385,9        |
| 3.      | Czechy           | Vladěna Pustková, Michaela Doleželová   | 322,8        |
| 4.      | Chiny            | Ma Tong, Li Xueyao                      | 283,4        |
| 5.      | drużyna mieszana | Swietłana Gładikowa, Katharina Keil     | 183,8        |

### Konkurs mieszany K-90
| Miejsce | Państwo    | Zawodnicy                                   | Nota końcowa |
| ------- | ---------- | ------------------------------------------- | ------------ |
| 1.      | Japonia I  | Yūka Kobayashi, Junshirō Kobayashi          | 202,4        |
| 2.      | Rosja II   | Anastasija Gładyszewa, Michaił Maksimoczkin | 185,0        |
| 3.      | Japonia II | Aki Matsuhashi, Kanta Takanashi             | 178,6        |
| 4.      | Rosja I    | Irina Awwakumowa, Ilmir Chazietdinow        | 178,0        |
| 5.      | Czechy I   | Michaela Doleželová, Jan Souček             | 129,5        |
| 6.      | Austria    | Katharina Keil, Lukas Müller                | 122,8        |
| 7.      | Chiny I    | Li Xueyao, Li Chao                          | 102,6        |
| 8.      | Chiny II   | Ma Tong, Wang Bingrong                      | 62,9         |
| 9.      | Czechy II  | Vladěna Pustková, Vít Háček                 | 48,6         |